# Isopogon anemonifolius
Espèce
Isopogon anemonifolius est une espèce de plantes à fleurs de la famille des Protéacées. C'est un arbuste originaire de Nouvelle-Galles du Sud en Australie.